# Eparchia kudymkarska
Eparchia kudymkarska – jedna z eparchii Rosyjskiego Kościoła Prawosławnego, z siedzibą w Kudymkarze. Należy do metropolii permskiej.
Utworzona 19 marca 2014 postanowieniem Świętego Synodu, poprzez wydzielenie z eparchii permskiej. Obejmuje część Kraju Permskiego – Okręg Komi-Permiacki oraz rejony: bolszesosnowski, czastiński, iliński, karagajski, nytwieński, ochański, oczorski, siwiński i wiereszczagiński.

## Biskupi kudymkarscy
- Nikon (Mironow), 2014-2021[1][2]
- Piotr (Zobow), od 2024[3]